# Lietuvos Taryba

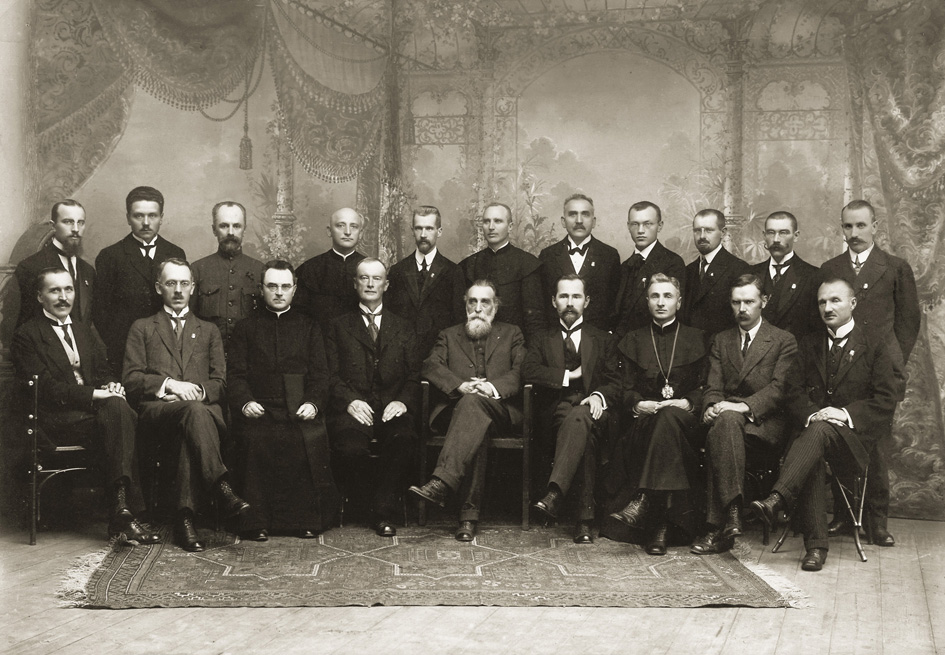
20 Mitglieder des Rats. Jonas Basanavičius sitzt im Zentrum und rechts von ihm Antanas Smetona.

Die Lietuvos Taryba (kurz Taryba, deutsch Litauischer Staatsrat) war die erste provisorische gesetzgebende Versammlung Litauens vor der Gründung der Ersten Republik. Sie bestand von September 1917 bis zum Mai 1920.

## Vorgeschichte

### Litauischer Nationalrat
Am 13. Märzjul. / 26. März 1917greg., wenige Tage nach der Russischen Februarrevolution 1917 im damaligen Petrograd, fand am gleichen Ort die erste Sitzung zur Konstituierung des Litauischen Nationalrats statt. Abgesandte aller in der 4. Russischen Duma vertretenen litauischen Parteien sowie des Demokratischen Vereines der Nationalen Freiheit und des Litauischen Katholischen Nationalvereines nahmen teil und verabschiedeten eine politische Resolution mit der Forderung nach einer Autonomie Litauens. Außerdem schuf der Nationalrat ein Provisorisches Komitee zur Verwaltung Litauens und versuchte im Juni sogar die Gründung eines Litauischen Sejm bzw. litauisch Seimas. Aber die Auswirkungen der Oktoberrevolution und des Russischen Bürgerkrieges verhinderten weitere Aktionen.

## Tätigkeit des Lietuvos Taryba

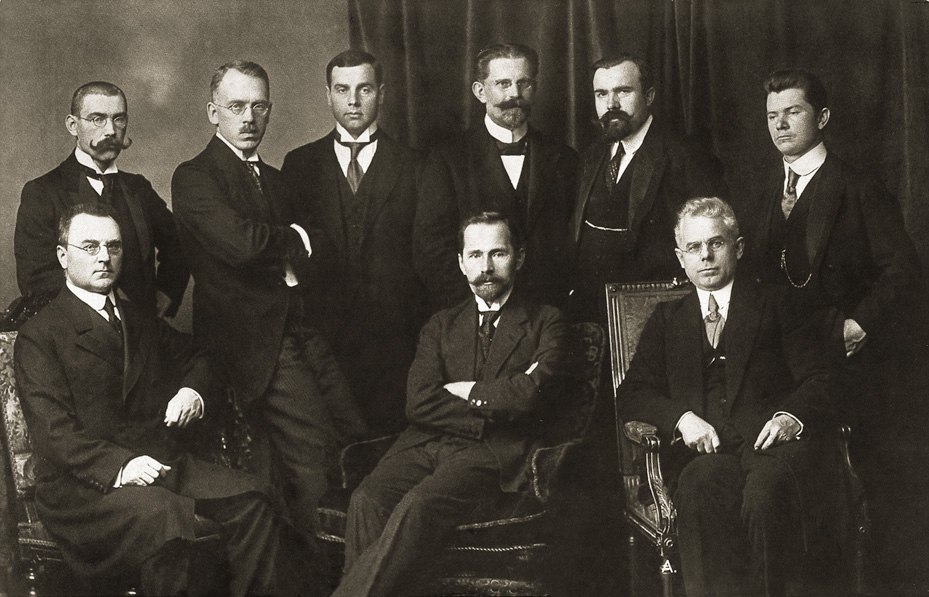
J. Staugaitis; A. Smetona; K. Olšauskas; standing: J. Šernas; J. Šaulys; J. Purickis; V. Gaigalas; M. Yčas; A. Voldemaras. Kaunas, 1918

### Gründungskonferenz
Der Staatsrat wurde auf der Wilnaer Konferenz (lit. Vilniaus konferencija) gewählt. Die Wilnaer Konferenz war der erste Versuch litauischer politischer Kräfte, in den Wirren des Ersten Weltkriegs die Unabhängigkeit des Landes (wieder) zu erlangen. Sie war von den deutschen Besatzungsbehörden, die seit Ende 1915 Litauen besetzt hielten, erlaubt worden, allerdings mit der Einschränkung, dass ihre Teilnehmer nicht in freien Wahlen bestimmt wurden. Jeder Anstrich einer Staatsgründung sollte so vermieden werden. Entsprechend wurden die 264 Teilnehmer der Wilnaer Konferenz von einem Organisationskomitee (Ausschuss) eingeladen, wobei man versuchte, alle gesellschaftlichen und politischen Strömungen zu berücksichtigen. Geografisch umfassten die Teilnehmer die drei ehemaligen russischen Provinzen (gubernija) Wilna, Kaunas und Suwalki.
Am 18. September 1917 kamen 214 Volksvertreter in Wilna zu der einwöchigen Konferenz zusammen. Sie beschlossen, die Unabhängigkeit Litauens in seinen ethnischen Grenzen anzustreben, den Minderheiten (Polen, Juden, Weißrussen) auf diesem Gebiet volle Minderheitenrechte zu garantieren und mit Deutschland (nicht genauer definierte) „besondere“ Beziehungen einzugehen, sofern das Deutsche Reich Litauen als eigenständigen Staat anerkennen würde. Am Ende der Konferenz wurde ein 20-köpfiges Führungsgremium gewählt, das die Idee der staatlichen Unabhängigkeit in die Tat umsetzen sollte. Dies war der Beginn des Staatsrates.

### Erste Sitzung
Der gewählte 20-köpfige Staatsrat kam am 24. September 1917 zu seiner ersten Sitzung zusammen. Er bestand aus acht Juristen, vier Priestern, drei Agronomen, zwei Bankiers sowie je einem Arzt, Publizist und Ingenieur. Er sollte damit möglichst breit die gesellschaftlichen Schichten und die politischen Strömungen abdecken. Auf Protest der Sozialdemokraten über ihre mangelnde Repräsentanz wurden im Verlauf des Jahres 1917 zwei Priester durch zwei sozialdemokratische Parteigänger ersetzt. Zum Vorsitzenden des Gremiums wählten die Mitglieder Antanas Smetona.

### Bemühungen um Unabhängigkeit

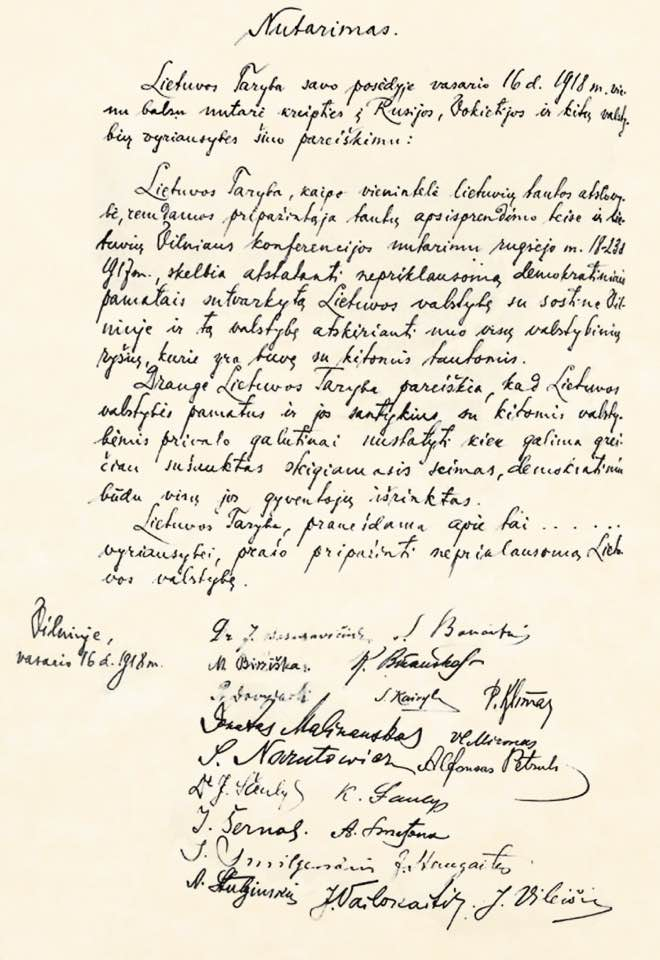
Akt der Unabhängigkeitserklärung Litauens von 1918

Der Staatsrat bemühte sich zunächst um die staatliche Anerkennung Litauens. Der erste Ansprechpartner waren hierbei die deutschen Behörden, die zwar die Wilnaer Konferenz genehmigt hatten, aber ihre Beschlüsse möglichst ignorierten und der Zensur unterwarfen. Deutschlands Ziel war, wenn schon nicht Litauen zu annektieren, es zu einem Marionettenstaat mit nur beschränkter Eigenständigkeit zu machen. Die folgenden Monate waren geprägt von erfolglosen Verhandlungen, in denen die Deutschen jegliche staatliche Unabhängigkeit zu hintertreiben suchten und Zwietracht säten bezüglich der zukünftigen Bindung Litauens an Deutschland. Nachdem Litauen nicht zu den Friedensverhandlungen nach Brest-Litowsk eingeladen wurde und Woodrow Wilson am 8. Januar 1918 sein 14-Punkte-Programm zur Selbstbestimmung der Völker vorgelegt hatte, verstärkte sich im Staatsrat der Wunsch nach einem radikaleren Vorgehen.

### Unabhängigkeitserklärung
Am 16. Februar 1918 erklärte der Staatsrat einseitig Litauens Unabhängigkeit. Diese Erklärung wurde sogar in einigen deutschen Presseerzeugnissen abgedruckt. Am 23. März unterzeichnete Kaiser Wilhelm II. ein Manifest, in dem er Litauen als Staat de iure anerkannte, aber in einer „festen und ständigen Union“ mit dem Deutschen Reich, und die Unabhängigkeitserklärung mit keinem Wort erwähnte.
Im Staatsrat kam es in den Folgemonaten zu Unstimmigkeiten über das weitere Vorgehen. Im Juni setzten sich die Monarchisten durch, die eine konstitutionelle Monarchie befürworteten und zu diesem Zweck einen Vertreter aus einem ungebundenen deutschen Fürstenhaus zum König von Litauen ausrufen wollten.

### Königreich Litauen und Mindaugas II.
Die Entscheidung zur Monarchie verstieß gegen die ursprüngliche Absicht, die Staatsform durch eine verfassunggebende Versammlung festlegen zu lassen. Vier Mitglieder des Staatsrates traten aus Protest zurück, mit den Stimmen der übrigen wurde Herzog Wilhelm Karl von Urach am 11. Juli 1918 als Mindaugas II. zum litauischen König ernannt. Deutschland machte jedoch weiterhin keine Anstalten, die litauische Unabhängigkeit anzuerkennen.
Mindaugas II. trat sein Amt nie an, denn nach der Schwächung Deutschlands in den letzten Kriegsmonaten revidierte der Staatsrat seine Entscheidung. Ende Oktober hatte der neue deutsche Kanzler Max von Baden zu verstehen gegeben, dass Deutschland Litauen anerkennen werde, sobald es sich Gesetze gegeben habe.

### Provisorische Verfassung und Regierung
Am 2. November 1918 annullierte der Staatsrat die Ernennung Mindaugas II. und erklärte sich selbst zum Gesetzgeber und setzte eine erste provisorische Verfassung (siehe auch Litauische Verfassung) in Kraft, die die endgültige Staatsform der in freien Wahlen zu bestimmenden Verfassung gebenden Versammlung überließ. In der folgenden Woche wurde, zeitgleich mit dem Ende des Ersten Weltkriegs, eine erste Regierung gebildet und ein dreiköpfiges Präsidium des Staatsrates zum Staatsoberhaupt erklärt. Erster Ministerpräsident wurde Augustinas Voldemaras von der Nationalen Union, Vorsitzender des Präsidiums Antanas Smetona. Die neue Regierung sah sich unmittelbar großen Schwierigkeiten gegenüber: Durch den Abzug der deutschen Truppen, inexistente Verwaltungsbehörden und fehlende finanzielle Mittel war die erklärte Unabhängigkeit des zu gründenden Staates ohne faktische Grundlage.
Am 16. Dezember 1918 richteten die von Vincas Mickevičius-Kapsukas geführten kommunistischen Parteigänger in Wilna eine „Provisorische Revolutionäre Arbeiter- und Bauernregierung“ ein. Nachdem die provisorische Regierung des Staatsrats am 2. Januar 1919 vor der anrückenden Roten Armee floh und nach Kaunas umzog, konnten in und um Vilnius die litauischen Kommunisten unter Mickevičius-Kapsukas nun die Macht an sich reißen sowie 1920 auch die von Vilnius regierende polnische Regierung Lucjan Żeligowskis entstehen. (siehe auch ↑ Litauische SSR und Litwa Środkowa, „Mittellitauen“).

### Regierung in Kaunas
Durch weitere militärische Auseinandersetzungen verzögerte sich die Einberufung freier Wahlen. Im Verlauf des Frühjahrs 1919 zeigte sich die Schwäche der Regierung des Staatsrats und es wurde beschlossen, eine neue provisorische Verfassung auszuarbeiten, die der Exekutive mehr Macht geben sollte, dementsprechend wurde das Präsidium durch einen einzigen Staatspräsidenten ersetzt.
So wählte am 4. April der Staatsrat mit Antanas Smetona erstmals einen litauischen Präsidenten. Am 12. April trat die neue Regierung unter Mykolas Sleževičius als Premierminister ihr Amt an, die immerhin sechs Monate fungierte und die politischen Verhältnisse stabilisieren konnte.
Die tatsächliche Staatswerdung erfolgte unter der Regierung von Ernestas Galvanauskas. Der parteiunabhängige Ministerpräsident konnte im Dezember 1919 das Wahlgesetz verabschieden und im Februar 1920 die ersten freien Wahlen zu einer Verfassung gebenden Versammlung für den 14./15. April 1920 ansetzen. Am 15. Mai 1920 bekräftigte die Versammlung die staatliche Unabhängigkeit.
Aufgrund der beschlossenen Verfassung vom 1. August 1922 wurde am 11. und 16. Oktober 1922 in Kaunas der erste Seimas gewählt. Dieser ersetzte den Staatsrat als Parlament.